# Jan-Willem Rosier

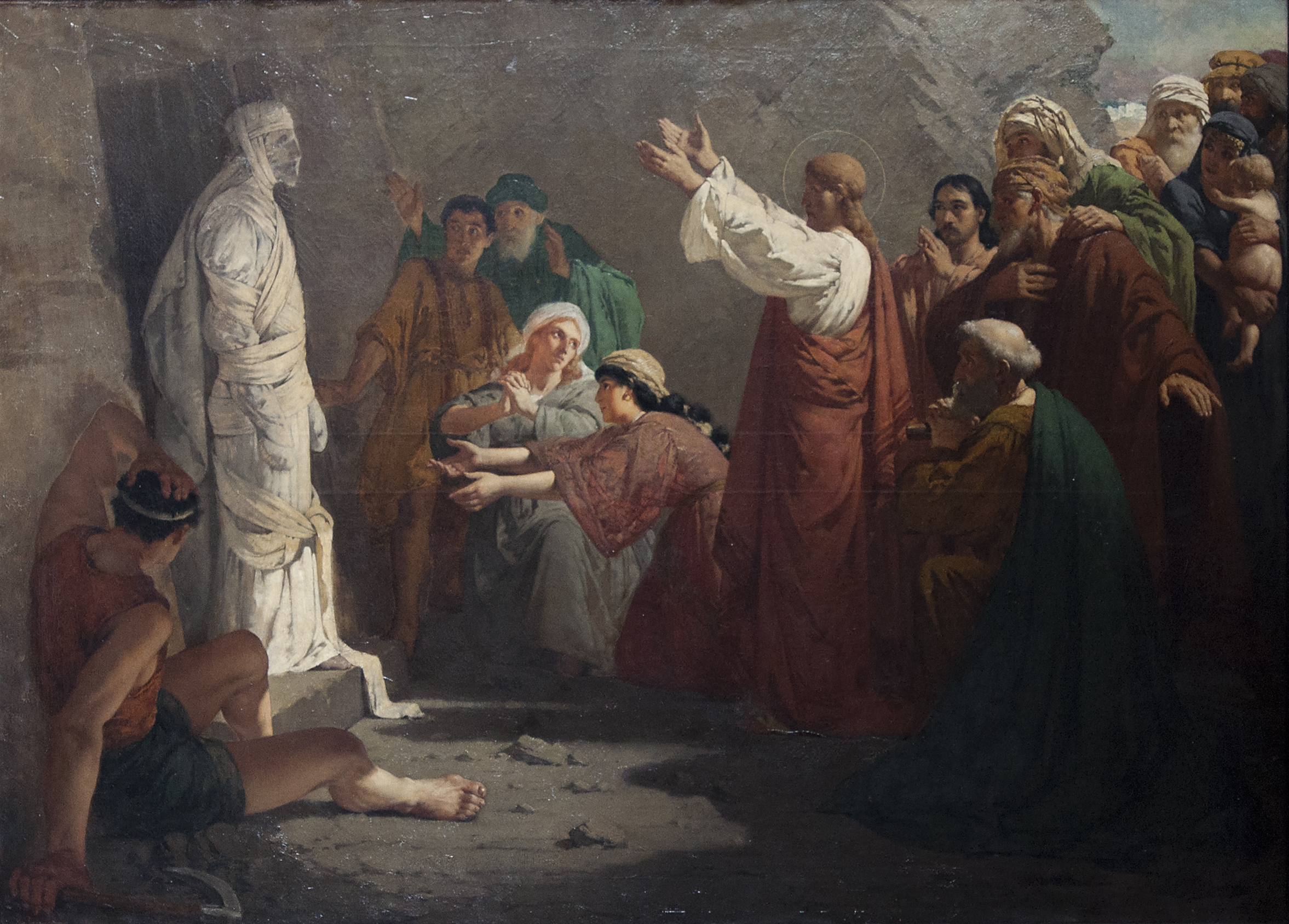
De opstanding van Lazarus (1880) in de Sint-Pieterskerk te Lo

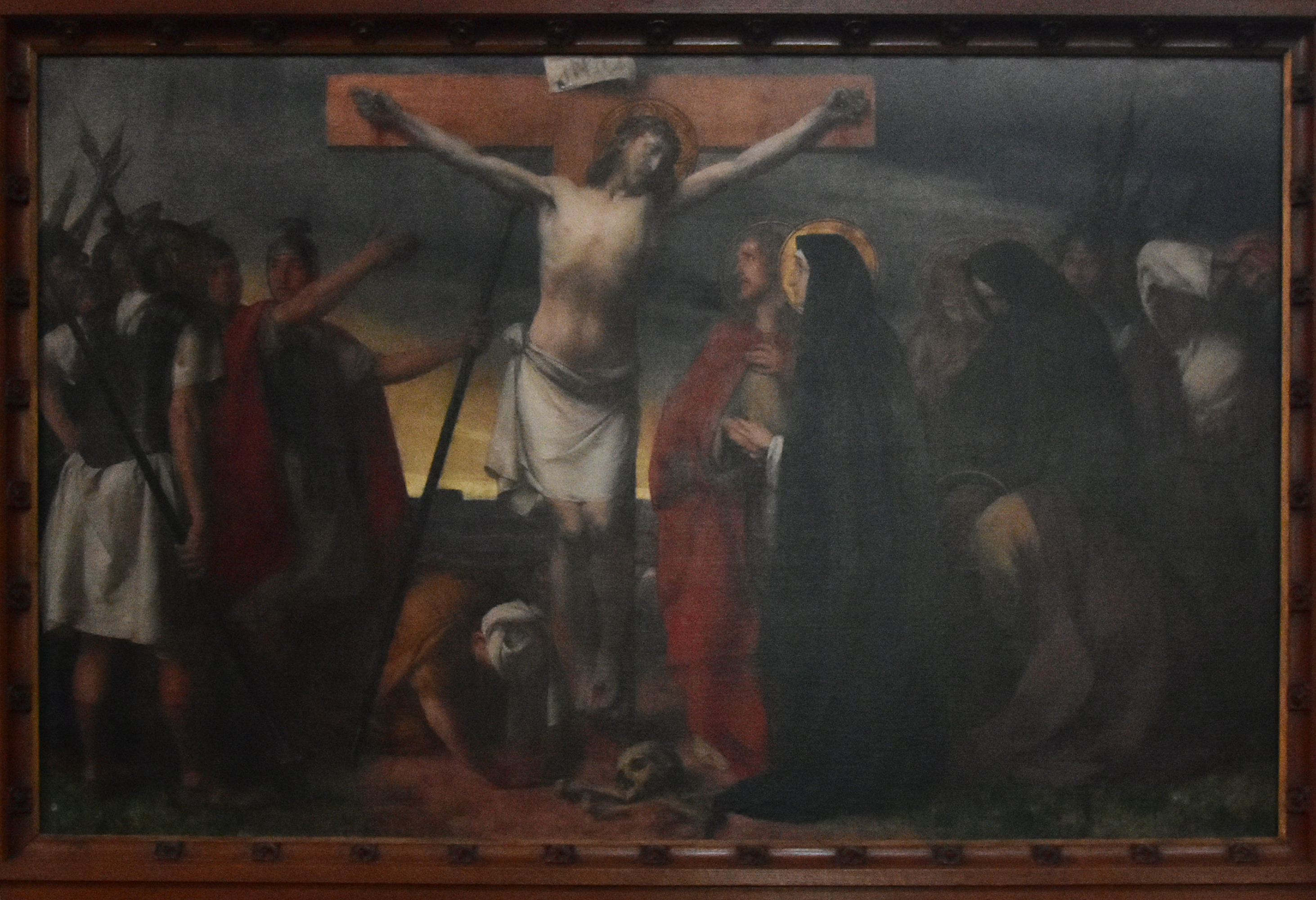
Detail van de kruisweg in de Sint-Ursulakerk (Lanaken)

Jan-Willem Rosier (Lanaken, 15 september 1858 – Antwerpen, 24 juli 1931) was een Belgisch kunstschilder. Hij schilderde portretten en 18e-eeuwse taferelen uit het dagelijkse leven maar ook godsdienstige taferelen.
Omstreeks 1870 ontmoette Rosier Godfried Guffens toen deze in de Sint-Ursulakerk van Lanaken schilderde. In 1880-81 studeerde hij aan de École nationale supérieure des beaux-arts te Parijs en reisde in 1882 naar Engeland voor een opleiding portretschilderen. Even later vestigde hij zich in Antwerpen. Toen hij in 1885 tot leraar aan de Antwerpse academie werd benoemd had hij onder andere Rik Wouters en Edward Van Ryswyck als leerling. In 1886 kreeg hij een eervolle vermelding (3e prijs) in het concours voor de Prijs van Rome, toen gewonnen door Constant Montald.
Tijdens de wereldtentoonstelling van 1894 te Antwerpen mocht hij een werk exposeren. Hij werkte tien jaar (1888-1898) aan een kruisweg voor de Sint-Ursulakerk van Lanaken. Dit werk werd een aantal keren gekopieerd voor gebruik in andere kerken. Onder andere in de Sint-Hubertuskerk in Runkst hangt zo'n kopie. Er volgde nog een Gouden Medaille op een tentoonstelling te München. Een Argentijnse president kocht in 1883 een schilderij van hem tijdens een tentoonstelling in Argentinië. Rosier was directeur van de Koninklijke Academie voor Beeldende Kunsten van Mechelen (1892-1925). Tijdens de Eerste Wereldoorlog week hij uit naar Engeland en gaf in Londen les aan de London School of Arts. Na de oorlog keerde Rosier terug naar België. In 1927 moest hij omwille van zijn verslechterende gezondheid stoppen met schilderen.
- Gemeinsame Normdatei: 124481698
- International Standard Name Identifier: 0000 0001 2211 7064
- Library of Congress Control Number: nr99022300
- RKD-Nederlands Instituut voor Kunstgeschiedenis: 89948
- Union List of Artist Names: 500190482
- Virtual International Authority File: 61467023
- WorldCat: E39PBJbGQpQcyX8yXCV4pT67pP